# Marpiré
Marpiré település Franciaországban, Ille-et-Vilaine megyében. Lakosainak száma 1013 fő (2022. január 1.). Marpiré La Bouëxière, Champeaux, Châteaubourg, Saint-Jean-sur-Vilaine és Val-d’Izé községekkel határos.

## Népesség
A település népességének változása:
| Lakosok száma | 397  | 417  | 657  | 992  | 1095 | 1075 | 1053 | 1027 | 1022 | 1013 |
|               | 1968 | 1982 | 1990 | 2006 | 2013 | 2015 | 2017 | 2019 | 2020 | 2022 |